# ナイジェル・レオ＝コーカー
ナイジェル・ショラ・アンドレ・レオ＝コーカー（Nigel Shola Andre Reo-Coker, 1984年5月14日 - ）は、イングランド・サザーク出身のサッカー選手。現在は無所属。ポジションはMF（守備的ミッドフィールダー）。

## 経歴
21歳にしてウェストハム・ユナイテッドFCのキャプテンマークを腕に巻いた選手。メンバー入りはならなかったが2006 FIFAワールドカップのイングランド代表予備メンバーにも選出された（後に負傷のためフィル・ネヴィルと交代）。ちなみにU-21イングランド代表では23試合に出場している。
2013年2月20日、バンクーバー・ホワイトキャップスに移籍し初めて国外でプレー。2014年8月21日、マウロ・ロサレスとのトレードでチーヴァスUSAに移籍。
同年12月10日、翌シーズンよりモントリオール・インパクトに加入することが決定した。2016年1月22日、クラブとの双方合意に基づき契約を解除した。
1年以上フリーの状態が続いていた中、2017年4月にトニー・アダムス率いるグラナダCFのトライアルをキーラン・リチャードソンと共に受けたが契約には至らなかった。2017年5月3日にアデコリーガエンのIKスタルトへ加入することが発表された。
2018年3月22日、ミルトン・キーンズ・ドンズFCとシーズン終了までの短期契約を結んだ。